# Yamamoto Hiromasa
Hiromasa Yamamoto (sinh ngày 5 tháng 6 năm 1979) là một cầu thủ bóng đá người Nhật Bản.

## Sự nghiệp câu lạc bộ
Hiromasa Yamamoto đã từng chơi cho Júbilo Iwata, Vissel Kobe, Cerezo Osaka và Ehime FC.